# NGC 1300
NGC 1300은 에리다누스자리 방향으로 약 6,100만 광년 떨어져 있는 막대나선은하이다.

## 크기
은하는 폭이 약 110,000 광년으로, 우리 은하의 크기의 대략 2/3에 해당한다. NGC 1300은 약 200여개의 은하로 이루어진 에리다누스자리 은하단의 일원이기도 하다.

## 발견
1835년 존 허셜이 발견하였다.

## 초신성
- 2022년 12월 6일 SN 2022acko라는 +15.8등급의 IIP형 초신성이 나타났다.

## 소속 은하단
에리다누스자리 은하단의 일원이다.

## 막대 구조
겉보기 등급은 +10.42로 밝은 편은 아니라 같은 별자리 내에서도 NGC 1232, NGC 1407 등 더 밝은 은하가 존재할 정도지만, 막대나선은하의 전형을 보여주는 웅대한 구조로 유명해진 은하이다.
또한, 이 은하는 커다란 막대와 막대에서 뻗어나가는 명확한 2개의 나선팔이 있어 거대구조 나선은하(Grand design spiral galaxy)에 속하기도 한다.

## 거리
지구와의 거리가 6,100만 광년이다.

## 지름
지름은 우리 은하보다 큰 약 11만 광년이다.

## 전리수소영역
나선팔에서는 많은 전리수소영역이 발견되었으며, 지금도 항성이 계속 탄생하고 있는 중이다.

## 중심 블랙홀
중심 블랙홀은 태양질량의 4,000만 ~ 1억 4,000만 배 정도로 매우 무겁다고 추정되지만, 활발하게 활동하고 있지는 않다.

## 활동하지 않는 중심 블랙홀
대규모의 막대를 가진 은하들은 웅대구조의 안쪽 원반, 즉 나선 안의 나선을 가진 것으로 보인다. 이에 관한 모형들은 막대의 기체들이 안쪽으로 이동하여 웅대구조의 원반을 통해 중심으로 나선을 그리며 떨어지면서, 중심의 블랙홀의 연료가 될 것임을 보여준다. NGC 1300은 활동 은하핵을 가지고 있는 것으로 확인되지 않았는데, 이는 은하의 중심 블랙홀이 물질을 강착하고 있지 않음을 시사한다.

## 찾는 방법
NGC 1300은 +3.7등급의 에리다누스자리 16에서 북쪽으로 2.5도 올라가면 볼 수 있다.

## 특징
오른편의 사진은 2004년 9월 허블 우주 망원경이 촬영한 것으로, 청색(435 nm), 가시광선(555 nm), 적외선(814 nm), 수소 알파선(658 nm) 네 개의 필터를 이용한 합성사진이다. 사진의 해상도는 이전에는 볼 수 없었던 은하 도처의 나선팔, 원반, 팽대부, 은하핵에 관한 상세한 모습을 보여준다. 막대와 원반에서 뚜렷한 구조를 이루는 나선팔, 먼지대에서 청색 및 적색 초거성과 성단, HII 영역들이 드러난다. 배경에는 더 멀리 있는 수많은 은하들이 보이며, 심지어 NGC 1300의 가장 밀집한 영역도 보인다.

## 은하핵의 길이
NGC 1300의 거대한 나선 구조의 중심에 있는 은하핵은 길이 약 3,300 광년이다.

## 같이 보기
- NGC 1672, 유사한 형태의 은하
- NGC 7479, 유사한 구조의 은하